# Tuffi ai XVIII Giochi asiatici - Piattaforma 10 metri sincro femminile
La competizione dei tuffi dalla piattaforma 10 metri sincro femminile dei XVIII Giochi asiatici si è disputata il 28 agosto 2018 presso il Gelora Bung Karno Aquatic Stadium, a Gelora, Giacarta Centrale, in Indonesia.  La gara si è svolta in un turno nel quale gli atleti hanno eseguito una serie di cinque tuffi.

## Programma
| Data           | Ora (UTC+7) | Turno  |
| -------------- | ----------- | ------ |
| 28 agosto 2018 | 18:45       | Finale |

## Risultati
| Class   | Nazione        | Atlete                                      | Tuffi | Tuffi | Tuffi | Tuffi | Tuffi | Totale |
| Class   | Nazione        | Atlete                                      | 1     | 2     | 3     | 4     | 5     | Totale |
| ------- | -------------- | ------------------------------------------- | ----- | ----- | ----- | ----- | ----- | ------ |
| Oro     | Cina           | Zhang Jiaqi Zhang Minjie                    | 56.40 | 54.00 | 80.10 | 85.44 | 85.44 | 361.38 |
| Argento | Corea del Nord | Kim Kuk-hyang Kim Mi-rae                    | 48.00 | 51.00 | 74.70 | 82.56 | 81.60 | 337.86 |
| Bronzo  | Malaysia       | Leong Mun Yee Nur Dhabitah Sabri            | 46.80 | 48.00 | 72.00 | 72.96 | 71.04 | 310.80 |
| 4       | Giappone       | Matsuri Arai Minami Itahashi                | 46.20 | 43.80 | 63.00 | 75.60 | 72.96 | 301.56 |
| 5       | Corea del Sud  | Cho Eun-bi Moon Na-yun                      | 47.40 | 43.80 | 62.16 | 61.77 | 63.00 | 278.13 |
| 6       | Singapore      | Myra Lee Freida Lim                         | 40.80 | 39.60 | 60.48 | 58.50 | 59.52 | 258.90 |
| 7       | Indonesia      | Dewi Setyaningsih Della Dinarsari Harimurti | 38.40 | 38.40 | 47.70 | 45.24 | 39.36 | 209.10 |
| 8       | Macao          | Leong Sut Chan Leong Sut In                 | 40.80 | 39.00 | 44.16 | 41.25 | 40.80 | 206.01 |